# Константин Радулеску Мотру
Константин Радулеску Мотру (15. фебруар 1868 — Букурешт, 6. март 1957) био је румунски филозоф, политичар, психолог, историчар, социолог, универзитетски професор и биограф, као и левичарски националистички политичар са запаженим антифашистичким дискурсом. Од 1923. године био је члан Румунске академије, чији је потпредседник био у периодима 1935—1938, 1941—1944. године, а председник Академије био је од 1938. до 1941. године.